# Elapoidis fusca
Genre
Espèce
Synonymes
- Calamaria elapoides Schlegel, 1837
- Elaphis sumatranus Bleeker, 1860

Statut de conservation UICN

 LC  : Préoccupation mineure
Elapoidis fusca, unique représentant du genre Elapoidis, est une espèce de serpents de la famille des Colubridae.

## Répartition
Cette espèce se rencontre à Java, à Sumatra et au Kalimantan en Indonésie et au Sabah en Malaisie.

## Publications originales
- Boie, 1827 : Bemerkungen über Merrem's Versuch eines Systems der Amphibien, 1. Lieferung: Ophidier. Isis von Oken, Jena, vol. 20, p. 508-566 (texte intégral)